# Чолаші
Чолаші (груз. ჭოლაში) — село в Грузії.
За даними перепису населення 2014 року в селі проживає 132 особи.